# 打虎石水库
打虎石水库，位于中华人民共和国内蒙古自治区宁城县西南部黑里河镇境内，是黑里河中游的一座大型水库。水库工程于1976年1月开工，1981年10月主体工程完工，1983年1月竣工。水库以防洪、灌溉为主，兼有发电、养鱼、旅游等综合效益。坝址以上集水面积540平方千米，总库容1.56亿立方米，兴利库容0.62亿立方米。水库大坝为黏土心墙沙壳碾压土坝，长529米，最大坝高42.1米，坝顶宽5米。水库电站装机容量1500千瓦。水库两岸山高林密，环境优美，属于国家级水利风景区。